# Allium punctum
Allium punctum är en amaryllisväxtart som beskrevs av Louis Forniquet Henderson. Allium punctum ingår i släktet lökar, och familjen amaryllisväxter. Inga underarter finns listade i Catalogue of Life.